# 11. Fallschirmjäger-Division (Wehrmacht)
Die 11. Fallschirmjäger-Division war ein Großverband der Luftwaffe der deutschen Wehrmacht während des Zweiten Weltkrieges. 

## Geschichte

### Aufstellung
Die Division wurde im März 1945 aufgestellt.
In der Kriegsgliederung taucht die Division nicht mehr auf. Für den Divisionsstab, die drei Fallschirmjäger-Regimenter, die I./Fallschirm-Artillerie-Regiment 11 und das Fallschirm-Pionier-Bataillon 11 lief die Feldpost über den Luftgau XI bzw. Oldenburg. Für die II. und III./Fallschirm-Artillerie-Regiment 11, die Fallschirm-Panzerjäger-Abteilung 11, die Fallschirm-Nachrichten-Abteilung 11 und die Versorgungstruppen lief der postalische Verkehr über den Luftgau III.
Die vorgesehene Nummerierung der Regimenter ist nicht nachvollziehbar, da die Regimenter in der Reihenfolge der Fallschirmjäger-Divisionen die Nummern 31 bis 33 hätte erhalten müssen.
Ende April bekam die Division Ersatz aus dem aufgelösten Jagdgeschwader 101 zugeführt.

## Geplante Gliederung
- Fallschirmjäger-Regiment 37 mit drei Bataillonen
- Fallschirmjäger-Regiment 38 mit drei Bataillonen
- Fallschirmjäger-Regiment 39 mit drei Bataillonen
- Fallschirm-Panzerjäger-Abteilung 11 mit drei Kompanien
- Fallschirm-Artillerie-Regiment 11 mit drei Batterien
- Fallschirm-Pionier-Bataillon 11 mit drei Kompanien
- Fallschirm-Nachrichten-Abteilung 11 mit zwei Kompanien
- Kommandeur der Fallschirmjäger-Division-Nachschubtruppen 11
- Versorgungs-Einheiten